# Sagenosoma
Sagenosoma is een geslacht van vlinders uit de familie pijlstaarten (Sphingidae).

## Soorten
- Sagenosoma elsa (Strecker, 1878)